# La vita che sognavo
La vita che sognavo (Playing House) è un film per la televisione del 2006, diretto da Kelly Makin e basato sul libro Plaiyng House di Patricia Pearson. Il film ha ricevuto una nomination ai Gemini Awards nella categoria "miglior attrice protagonista" per la performance di Joanne Kelly.

## Trama
Frannie e Calvin, residenti a Manhattan, si frequentano da alcuni mesi quando Frannie scopre di essere incinta. Calvin parte per un tour con la sua band prima che Frannie trovi il coraggio di dirglielo. La ragazza va a trovare i genitori a Toronto e sua madre la convince a parlare con Calvin al telefono. Per continuare il suo lavoro come redattrice, Frannie riparte per gli Stati Uniti, ma alla frontiera non le permettono di passare perché il suo visto d'ingresso è scaduto. Costretta a svolgere il proprio lavoro dalla casa dei suoi genitori, poco tempo dopo viene raggiunta da Calvin. Una volta nato il piccolo Lester, presto la coppia scopre di non avere idea di come si mantengano una casa e una famiglia e la loro relazione peggiora. Michael Tate, un famoso scrittore con cui Frannie sta lavorando, la aiuta a ottenere un nuovo visto e, tornata a Manhattan, le propone di iniziare una relazione con lui. Frannie si rende conto che Michael, nonostante le offra il fascino e il romanticismo che ha sempre sognato e sia il tipo d'uomo che vorrebbe, non è colui che ama e torna da Calvin.

## Edizioni Home Video
La vita che sognavo fu distribuito in DVD in Australia, con rating PG per lievi riferimenti sessuali e moderato linguaggio volgare. Fu distribuito anche in Sudafrica e negli Stati Uniti d'America.